# Angelic Pretty

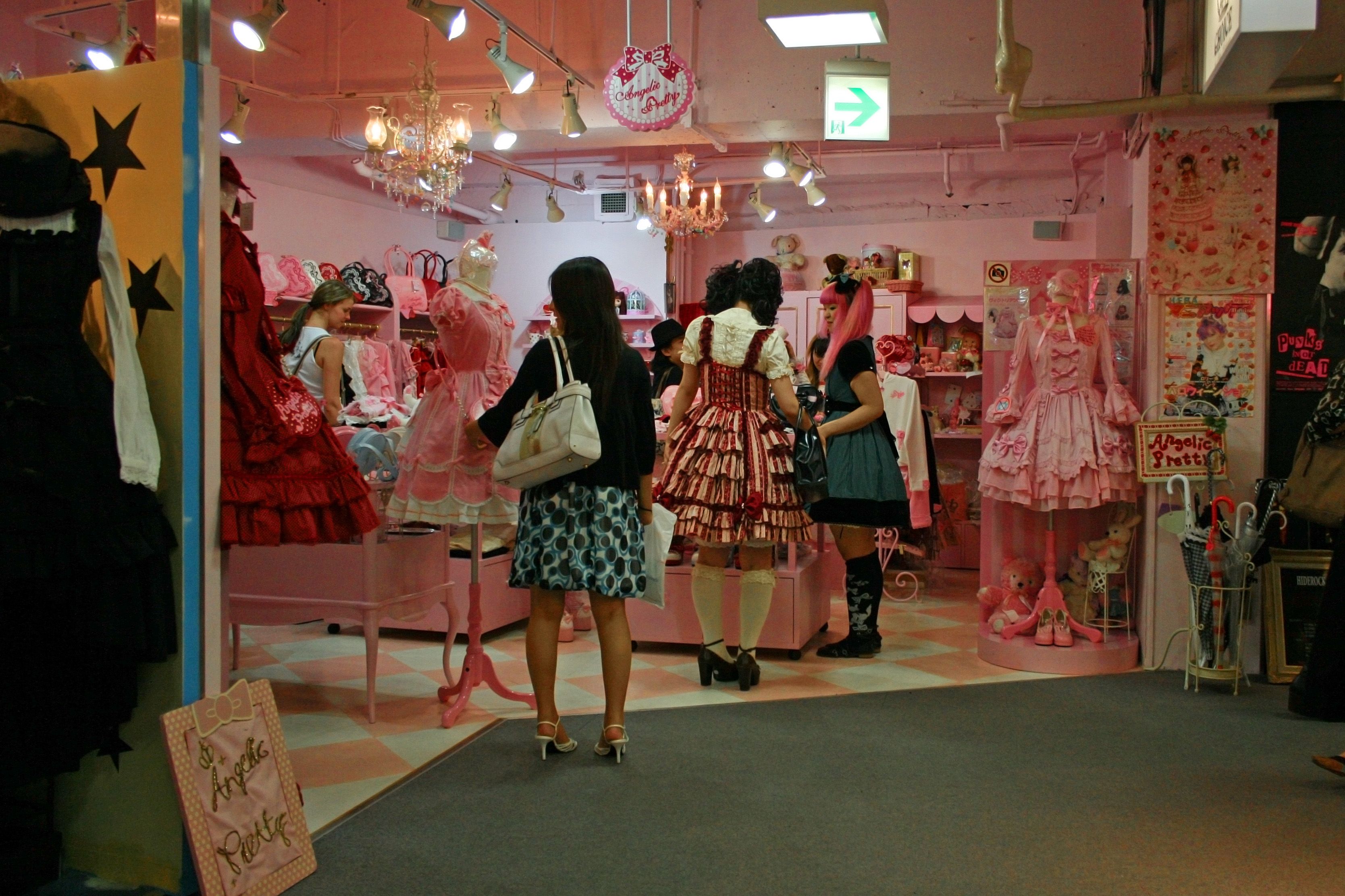
Il negozio sweet lolita di Angelic Pretty a Harajuku, Tokyo

Angelic Pretty è una casa di moda giapponese specializzata in Moda Lolita, creata nel 1979. Angelic Pretty produce un vasto assortimento di vestiti Sweet Lolita: accessori, abiti, camicie, gonne, copricapi, sottogonne, scarpe, calze, borse ed altro ancora.
Angelic Pretty, già famoso in patria, sta diventando progressivamente uno dei brand lolita più conosciuti al mondo.
Nel 2008, il brand ha aperto il suo primo sito in inglese per far fronte alla crescente richiesta estera.

## Stile del brand
Angelic Pretty è un brand sweet lolita, e si ispira per le sue creazioni al sogno infantile delle ragazzine di diventare una principessa. Citando la definizione ufficiale dello stile del brand dal sito inglese:

Angelic Pretty propone uno stile lolita tenero e carino, che vuol far diventare i sogni realtà.
Angelic Pretty produce gli abiti che avresti sempre voluto da bambina, con pizzi, decorazioni e fiocchi come quelli delle favole. Le ragazze non dovrebbero mai perdere quella parte dei loro sogni. E questo è il brand per chi vuole viverli.

All'evento "Cosplay Oneesan 'Yumeiro Musical Paradise'", Maki ed Asuka, le stiliste più conosciute, sono state intervistate a proposito della loro concezione dello stile del brand e dell'uso del rosa, le quali hanno dichiarato di cercare di usare il colore nel modo più vario possibile e di cercare di seguire le stagioni e le ultime tendenze, con l'obiettivo generale di rendere il tutto più carino. Sono state tuttavia riluttanti a fornire la loro versione delle storie dietro le stampe e i design degli abiti, asserendo che sta ad ogni ragazza immaginare la propria storia da favola.
Tutti i punti vendita di Angelic Pretty sono decorati quasi esclusivamente di rosa, che sottolinea il collegamento alle principesse delle fiabe e alla predilezione del brand per questo colore.

## Punti vendita
Il principale negozio di Angelic Pretty si trova nel centro commerciale Laforet a Harajuku (Tokyo), ma altri negozi sono aperti nelle città di Shinjuku (Tokyo), Osaka, Nagoya, Sendai, Utsonomiya, Hiroshima, Yokohama, Kanazawa, Fukuoka, Okayama e Sannomiya.
Nel mese di novembre 2010 un negozio ha aperto a San Francisco ed è stato messo online il sito di Angelic Pretty USA.
È presente un punto vendita anche a Parigi.

## Le stiliste
Maki ed Asuka sono le stiliste più conosciute del brand.
Maki proviene dalla prefettura di Saitama e ha iniziato a lavorare per Angelic Pretty nel 2003. Diplomatasi in illustrazione ad un istituto professionale, prima del diploma presentò alcuni dei suoi lavori ad Angelic Pretty, che l'assunse.
Asuka proviene dalla prefettura di Kanagawa ed ha iniziato a lavorare per Angelic Pretty nel 2001. Si è diplomata in design alle scuole superiori ed è poi entrata in un istituto professionale di moda. Come Maki, prima di essere assunta presentò i suoi al brand.